# Уачинера (муниципалитет)
Уачинера (исп. Huachinera) — муниципалитет в Мексике, штат Сонора, с административным центром в одноимённом посёлке. Численность населения, по данным переписи 2020 года, составила 1186 человек.

## Общие сведения
Название Huachinera с языка индейцев опата можно перевести как — священный стол вождя Уата.
Площадь муниципалитета равна 1197,6 км², что составляет 0,7 % от площади штата, а наиболее высоко расположенное поселение Сан-Рафаэль, находится на высоте 1480 метров.
Он граничит с другими муниципалитетами Соноры: на севере с Басераком, на юге с Накори-Чико и Бакадеуачи, на западе с Уасабасом и Вилья-Идальго, а на востоке с другим штатом Мексики — Чиуауа.

## Учреждение и состав
Муниципалитет был образован 4 апреля 1952 года, по данным 2020 года в его состав входит 7 населённых пунктов, самые крупные из которых:
| Код INEGI                  | Населённый пункт                                                                     | Численность населения (2005 год) | Численность населения (2010 год) | Численность населения (2020 год) |
| -------------------------- | ------------------------------------------------------------------------------------ | -------------------------------- | -------------------------------- | -------------------------------- |
| 031                        | Всего                                                                                | 1223                             | 1350                             | 1186                             |
| 0001                       | Уачинера (исп. Huachinera) 30°12′41″ с. ш. 108°57′32″ з. д. (административный центр) | 807                              | 938                              | 810                              |
| 0005                       | Арибаби (исп. Aribabi) 30°04′09″ с. ш. 109°05′13″ з. д.                              | 348                              | 376                              | 342                              |
| 0037                       | Хурибана (исп. Juribana) 30°12′54″ с. ш. 108°57′57″ з. д.                            | 17                               | 29                               | 15                               |
| —                          | Прочие                                                                               | 51                               | 7                                | 18                               |
| Названия на карте Генштаба |                                                                                      |                                  |                                  |                                  |

## Экономическая деятельность
По статистическим данным 2000 года, работоспособное население занято по секторам экономики в следующих пропорциях:
- сельское хозяйство, скотоводство и рыбная ловля — 41,5 %;
- промышленность и строительство — 23,8 %;
- торговля, сферы услуг и туризма — 28,6 %;
- безработные — 6,1 %.

## Инфраструктура
По статистическим данным 2020 года, инфраструктура развита следующим образом:
- электрификация: 99,2 %;
- водоснабжение: 88,6 %;
- водоотведение: 92,9 %.